# Chrīstos Sartzetakīs
Chrīstos Sartzetakīs (IPA: [ˈxɾistos saɾd͡zeˈtacis]) (in greco Χρήστος Σαρτζετάκης?; Salonicco, 6 aprile 1929 – Atene, 3 febbraio 2022) è stato un politico e magistrato greco, Presidente della Repubblica Ellenica tra il 30 marzo 1985 e il 4 maggio 1990.

## Biografia
Nel 1963 indagò sulla morte del deputato pacifista Gregoris Lambrakis, scoprendo che si trattava di un assassinio ordito dai vertici della polizia. Lo scandalo che ne seguì portò alla caduta del governo conservatore in carica. Il film Z - L'orgia del potere girato nel 1969 dal regista Costa Gavras fu ispirato da quei tragici avvenimenti.
Nel 1965 Sartzetakīs fu inviato a Parigi per approfondire gli studi di legge, ma fu richiamato in Grecia dopo il golpe del 1967, espulso dalla magistratura, perseguitato, torturato e imprigionato. Fu rilasciato nel 1971 a seguito di pressioni dell'opinione pubblica internazionale.
È stato Presidente della Repubblica Ellenica dal 30 marzo 1985 al 4 maggio 1990.